# Eleições autárquicas de 2017 em Vila Real
As eleições autárquicas de 2017 serviram para eleger os diferentes órgãos do poder local autárquico do concelho de Vila Real.
O Partido Socialista, que tinha Rui Santos como candidato (autarca eleito em 2013), voltou a vencer ao obter o seu melhor resultado no concelho transmontano com mais de 60% dos votos e 7 vereadores. 
O Partido Social Democrata obteve o seu pior resultado de sempre em Vila Real, ao ficarem-se pelos 25% dos votos. Numa câmara que foi social-democrata de 1976 a 2013, o PSD ficou longe de recuperar uma câmara perdida 4 anos antes.
As restantes candidaturas obtiveram resultados residuais.

## Listas e Candidatos
| Lista | Lista                          | Candidato          |
| ----- | ------------------------------ | ------------------ |
|       | Partido Socialista             | Rui Santos         |
|       | Partido Social Democrata       | António Carvalho   |
|       | CDS – Partido Popular          | Joana Rapazote     |
|       | Coligação Democrática Unitária | João Paulo Correia |
|       | Bloco de Esquerda              | Mário Gonçalves    |

## Resultados Oficiais
Os resultados nas eleições autárquicas de 2017 no concelho de Vila Real para os diferentes órgãos do poder local foram os seguintes:

### Câmara Municipal
| Partido                 | Partido                        | Votos  | %               | +/-   | Vereadores | +/-     |
| ----------------------- | ------------------------------ | ------ | --------------- | ----- | ---------- | ------- |
|                         | Partido Socialista             | 20 236 | 64,40 / 100,00  | 20,40 | 7 / 9      | 2       |
|                         | Partido Social Democrata       | 7 973  | 25,37 / 100,00  | 16,86 | 2 / 9      | 2       |
|                         | CDS – Partido Popular          | 1 161  | 3,69 / 100,00   | 1,15  | 0 / 9      | Estável |
|                         | Bloco de Esquerda              | 520    | 1,65 / 100,00   | 0,35  | 0 / 9      | Estável |
|                         | Coligação Democrática Unitária | 426    | 1,36 / 100,00   | 1,03  | 0 / 9      | Estável |
| Votos Inválidos         | Votos Inválidos                | 1 105  | 3,52 / 100,00   | 1,02  |            |         |
| Total                   | Total                          | 31 421 | 100,00 / 100,00 |       | 9 / 9      |         |
| Eleitorado/Participação | Eleitorado/Participação        | 50 698 | 61,98 / 100,00  | 1,86  |            |         |

### Assembleia Municipal
| Partido                 | Partido                        | Votos  | %               | +/-   | Deputados | +/-     |
| ----------------------- | ------------------------------ | ------ | --------------- | ----- | --------- | ------- |
|                         | Partido Socialista             | 17 985 | 57,24 / 100,00  | 14,77 | 17 / 27   | 4       |
|                         | Partido Social Democrata       | 9 146  | 29,11 / 100,00  | 10,75 | 9 / 27    | 3       |
|                         | CDS – Partido Popular          | 1 406  | 4,47 / 100,00   | 1,97  | 1 / 27    | Estável |
|                         | Bloco de Esquerda              | 972    | 3,09 / 100,00   | 0,24  | 0 / 27    | Estável |
|                         | Coligação Democrática Unitária | 681    | 2,17 / 100,00   | 1,19  | 0 / 27    | 1       |
| Votos Inválidos         | Votos Inválidos                | 1 232  | 3,93 / 100,00   | 1,09  |           |         |
| Total                   | Total                          | 31 422 | 100,00 / 100,00 |       | 27 / 27   |         |
| Eleitorado/Participação | Eleitorado/Participação        | 50 698 | 61,98 / 100,00  | 1,87  |           |         |

### Juntas de Freguesia
| Partido                 | Partido                        | Votos  | %               | +/-   | Presidentes | +/-     | Mandatos  | +/-     |
| ----------------------- | ------------------------------ | ------ | --------------- | ----- | ----------- | ------- | --------- | ------- |
|                         | Partido Socialista             | 15 542 | 49,46 / 100,00  | 5,63  | 14 / 20     | 7       | 94 / 180  | 11      |
|                         | Partido Social Democrata       | 9 883  | 31,45 / 100,00  | 11,07 | 3 / 20      | 10      | 63 / 180  | 31      |
|                         | Grupo de Cidadãos              | 2 212  | 7,04 / 100,00   | 6,49  | 3 / 20      | 3       | 19 / 180  | 18      |
|                         | CDS – Partido Popular          | 1 487  | 4,73 / 100,00   | 1,07  | 0 / 20      | Estável | 4 / 180   | 3       |
|                         | Coligação Democrática Unitária | 651    | 2,07 / 100,00   | 0,78  | 0 / 20      | Estável | 0 / 180   | 1       |
|                         | Bloco de Esquerda              | 368    | 1,17 / 100,00   | 0,34  | 0 / 20      | Estável | 0 / 180   | Estável |
| Votos Inválidos         | Votos Inválidos                | 1 281  | 4,08 / 100,00   | 0,99  |             |         |           |         |
| Total                   | Total                          | 31 424 | 100,00 / 100,00 |       | 20 / 20     |         | 180 / 180 |         |
| Eleitorado/Participação | Eleitorado/Participação        | 50 698 | 61,98 / 100,00  | 1,81  |             |         |           |         |

## Resultados Oficiais

### Câmara Municipal
| Freguesia                      | %     | %     | %    | %    | %    | Votantes |
| Freguesia                      | PS    | PSD   | CDS  | BE   | CDU  | Votantes |
| ------------------------------ | ----- | ----- | ---- | ---- | ---- | -------- |
| Abaças                         | 63,78 | 26,51 | 2,89 | 1,05 | 1,05 | 762      |
| Adoufe e Vilarinho de Samardã  | 66,03 | 19,97 | 9,67 | 0,56 | 1,18 | 1 778    |
| Andrães                        | 61,76 | 32,16 | 2,65 | 0,29 | 0,88 | 1 020    |
| Arroios                        | 57,81 | 33,46 | 3,32 | 0,62 | 2,09 | 813      |
| Borbela e Lamas de Olo         | 67,77 | 20,44 | 5,01 | 1,04 | 1,95 | 1 536    |
| Campeã                         | 59,75 | 30,19 | 4,36 | 0,62 | 0,62 | 964      |
| Constantim e Vale de Nogueiras | 52,06 | 38,12 | 4,04 | 0,74 | 0,58 | 1 212    |
| Folhadela                      | 66,51 | 24,02 | 2,23 | 1,31 | 2,54 | 1 299    |
| Guiães                         | 65,88 | 26,54 | 3,22 | 0,80 | 0,27 | 373      |
| Lordelo                        | 70,25 | 18,03 | 2,93 | 3,04 | 1,18 | 1 775    |
| Mateus                         | 67,89 | 22,05 | 2,74 | 2,37 | 1,74 | 1 900    |
| Mondrões                       | 64,52 | 25,90 | 3,29 | 1,35 | 0,45 | 668      |
| Mouçós e Lamares               | 63,21 | 27,36 | 3,53 | 1,16 | 1,53 | 2 153    |
| Nogueira e Ermida              | 56,70 | 33,80 | 4,61 | 0,84 | 0,56 | 716      |
| Parada de Cunhos               | 63,13 | 27,81 | 3,26 | 1,27 | 1,00 | 1 104    |
| Pena, Quintã e Vila Cova       | 51,88 | 40,10 | 2,78 | 0,16 | 0,98 | 611      |
| São Tomé do Castelo e Justes   | 66,59 | 23,19 | 2,38 | 3,57 | 0,59 | 841      |
| Torgueda                       | 61,32 | 31,81 | 2,01 | 0,29 | 0,86 | 1 047    |
| Vila Marim                     | 70,48 | 21,46 | 2,88 | 1,56 | 0,66 | 1 216    |
| Vila Real                      | 65,51 | 23,40 | 3,51 | 2,36 | 1,80 | 9 633    |
| Vila Real                      | 64,40 | 25,37 | 3,69 | 1,65 | 1,36 | 31 421   |

### Assembleia Municipal
| Freguesia                      | %     | %     | %     | %    | %    | Votantes |
| Freguesia                      | PS    | PSD   | CDS   | BE   | CDU  | Votantes |
| ------------------------------ | ----- | ----- | ----- | ---- | ---- | -------- |
| Abaças                         | 59,84 | 28,08 | 3,54  | 1,31 | 1,84 | 762      |
| Adoufe e Vilarinho de Samardã  | 59,17 | 24,02 | 11,19 | 1,12 | 1,52 | 1 778    |
| Andrães                        | 55,69 | 38,53 | 0,78  | 0,98 | 1,37 | 1 020    |
| Arroios                        | 49,08 | 38,99 | 3,69  | 4,06 | 0,86 | 813      |
| Borbela e Lamas de Olo         | 58,85 | 25,52 | 6,32  | 2,60 | 2,21 | 1 536    |
| Campeã                         | 56,54 | 33,30 | 4,77  | 0,93 | 0,52 | 964      |
| Constantim e Vale de Nogueiras | 48,27 | 37,05 | 6,35  | 1,24 | 1,16 | 1 212    |
| Folhadela                      | 60,40 | 26,58 | 2,47  | 2,39 | 4,47 | 1 298    |
| Guiães                         | 63,54 | 29,49 | 1,88  | 1,07 | 0,27 | 373      |
| Lordelo                        | 63,38 | 21,07 | 3,66  | 4,45 | 2,87 | 1 775    |
| Mateus                         | 59,28 | 26,09 | 4,26  | 4,00 | 3,10 | 1 901    |
| Mondrões                       | 59,43 | 30,69 | 3,14  | 1,35 | 0,75 | 668      |
| Mouçós e Lamares               | 53,74 | 33,86 | 4,23  | 2,37 | 2,00 | 2 153    |
| Nogueira e Ermida              | 51,12 | 35,47 | 6,84  | 1,26 | 1,68 | 716      |
| Parada de Cunhos               | 53,53 | 33,06 | 4,53  | 3,35 | 1,72 | 1 104    |
| Pena, Quintã e Vila Cova       | 45,10 | 46,08 | 1,96  | 1,47 | 0,82 | 612      |
| São Tomé do Castelo e Justes   | 59,33 | 27,71 | 2,97  | 4,52 | 1,43 | 841      |
| Torgueda                       | 55,40 | 37,44 | 1,24  | 1,15 | 0,86 | 1 047    |
| Vila Marim                     | 67,93 | 23,60 | 2,22  | 1,81 | 0,82 | 1 216    |
| Vila Real                      | 57,21 | 26,59 | 4,66  | 4,75 | 2,93 | 9 633    |
| Vila Real                      | 57,24 | 29,11 | 4,47  | 3,09 | 2,17 | 31 422   |

### Juntas de Freguesia

#### Abaças
| Partido                 | Partido                  | Votos | %               | +/-   | Mandatos | +/- |
| ----------------------- | ------------------------ | ----- | --------------- | ----- | -------- | --- |
|                         | Partido Socialista       | 439   | 57,61 / 100,00  | 13,10 | 6 / 9    | 2   |
|                         | Partido Social Democrata | 253   | 33,20 / 100,00  | 19,01 | 3 / 9    | 2   |
|                         | CDS – Partido Popular    | 37    | 4,86 / 100,00   | -     | 0 / 9    | -   |
| Votos Inválidos         | Votos Inválidos          | 33    | 4,33 / 100,00   | 1,05  |          |     |
| Total                   | Total                    | 762   | 100,00 / 100,00 |       | 9 / 9    |     |
| Eleitorado/Participação | Eleitorado/Participação  | 1 219 | 62,51 / 100,00  | 0,23  |          |     |

#### Adoufe e Vilarinho de Samardã
| Partido                 | Partido                        | Votos | %               | +/-   | Mandatos | +/-     |
| ----------------------- | ------------------------------ | ----- | --------------- | ----- | -------- | ------- |
|                         | Partido Socialista             | 967   | 54,39 / 100,00  | 6,92  | 5 / 9    | Estável |
|                         | Partido Social Democrata       | 399   | 22,44 / 100,00  | 17,99 | 2 / 9    | 2       |
|                         | CDS – Partido Popular          | 326   | 18,34 / 100,00  | 13,80 | 2 / 9    | 2       |
|                         | Coligação Democrática Unitária | 26    | 1,46 / 100,00   | 2,32  | 0 / 9    | Estável |
| Votos Inválidos         | Votos Inválidos                | 60    | 3,37 / 100,00   | 0,41  |          |         |
| Total                   | Total                          | 1 778 | 100,00 / 100,00 |       | 9 / 9    |         |
| Eleitorado/Participação | Eleitorado/Participação        | 2 951 | 60,25 / 100,00  | 2,29  |          |         |

#### Andrães
| Partido                 | Partido                        | Votos | %               | +/-   | Mandatos | +/-     |
| ----------------------- | ------------------------------ | ----- | --------------- | ----- | -------- | ------- |
|                         | Partido Socialista             | 522   | 51,18 / 100,00  | 12,00 | 5 / 9    | 1       |
|                         | Partido Social Democrata       | 471   | 46,18 / 100,00  | 6,09  | 4 / 9    | 1       |
|                         | Coligação Democrática Unitária | 11    | 1,08 / 100,00   | 2,09  | 0 / 9    | Estável |
| Votos Inválidos         | Votos Inválidos                | 16    | 1,57 / 100,00   | 3,82  |          |         |
| Total                   | Total                          | 1 020 | 100,00 / 100,00 |       | 9 / 9    |         |
| Eleitorado/Participação | Eleitorado/Participação        | 1 644 | 62,04 / 100,00  | 6,63  |          |         |

#### Arroios
| Partido                 | Partido                  | Votos | %               | +/-  | Mandatos | +/-     |
| ----------------------- | ------------------------ | ----- | --------------- | ---- | -------- | ------- |
|                         | Mais e Melhor Arroios    | 391   | 48,09 / 100,00  | Novo | 5 / 9    | Novo    |
|                         | Partido Social Democrata | 380   | 46,74 / 100,00  | 2,48 | 4 / 9    | Estável |
| Votos Inválidos         | Votos Inválidos          | 42    | 5,17 / 100,00   | 0,36 |          |         |
| Total                   | Total                    | 813   | 100,00 / 100,00 |      | 9 / 9    | 2       |
| Eleitorado/Participação | Eleitorado/Participação  | 1 116 | 72,85 / 100,00  | 0,63 |          |         |

#### Borbela e Lamas de Olo
| Partido                 | Partido                        | Votos | %               | +/-   | Mandatos | +/-     |
| ----------------------- | ------------------------------ | ----- | --------------- | ----- | -------- | ------- |
|                         | Partido Socialista             | 969   | 63,09 / 100,00  | 17,23 | 7 / 9    | 2       |
|                         | Partido Social Democrata       | 328   | 21,35 / 100,00  | 18,84 | 2 / 9    | 2       |
|                         | CDS – Partido Popular          | 108   | 7,03 / 100,00   | 2,56  | 0 / 9    | Estável |
|                         | Coligação Democrática Unitária | 53    | 3,45 / 100,00   | 0,29  | 0 / 9    | Estável |
| Votos Inválidos         | Votos Inválidos                | 78    | 5,08 / 100,00   | 0,66  |          |         |
| Total                   | Total                          | 1 536 | 100,00 / 100,00 |       | 9 / 9    |         |
| Eleitorado/Participação | Eleitorado/Participação        | 2 737 | 56,12 / 100,00  | 2,16  |          |         |

#### Campeã
| Partido                 | Partido                  | Votos | %               | +/-   | Mandatos | +/- |
| ----------------------- | ------------------------ | ----- | --------------- | ----- | -------- | --- |
|                         | Partido Socialista       | 549   | 56,95 / 100,00  | 12,31 | 6 / 9    | 2   |
|                         | Partido Social Democrata | 302   | 31,33 / 100,00  | 20,62 | 3 / 9    | 2   |
|                         | CDS – Partido Popular    | 71    | 7,37 / 100,00   | -     | 0 / 9    | -   |
| Votos Inválidos         | Votos Inválidos          | 42    | 4,36 / 100,00   | 0,95  |          |     |
| Total                   | Total                    | 964   | 100,00 / 100,00 |       | 9 / 9    |     |
| Eleitorado/Participação | Eleitorado/Participação  | 1 783 | 54,07 / 100,00  | 1,37  |          |     |

#### Constantim e Vale de Nogueiras
| Partido                 | Partido                  | Votos | %               | +/-   | Mandatos | +/- |
| ----------------------- | ------------------------ | ----- | --------------- | ----- | -------- | --- |
|                         | Partido Socialista       | 587   | 48,35 / 100,00  | 12,56 | 5 / 9    | 2   |
|                         | Partido Social Democrata | 423   | 34,84 / 100,00  | 23,55 | 3 / 9    | 3   |
|                         | CDS – Partido Popular    | 130   | 10,71 / 100,00  | -     | 1 / 9    | -   |
| Votos Inválidos         | Votos Inválidos          | 74    | 6,10 / 100,00   | 0,28  |          |     |
| Total                   | Total                    | 1 214 | 100,00 / 100,00 |       | 9 / 9    |     |
| Eleitorado/Participação | Eleitorado/Participação  | 1 916 | 63,36 / 100,00  | 0,72  |          |     |

#### Folhadela
| Partido                 | Partido                        | Votos | %               | +/-   | Mandatos | +/- |
| ----------------------- | ------------------------------ | ----- | --------------- | ----- | -------- | --- |
|                         | Partido Socialista             | 823   | 63,36 / 100,00  | 19,76 | 7 / 9    | 3   |
|                         | Partido Social Democrata       | 311   | 23,94 / 100,00  | 17,78 | 2 / 9    | 2   |
|                         | Coligação Democrática Unitária | 101   | 7,78 / 100,00   | 2,39  | 0 / 9    | 1   |
| Votos Inválidos         | Votos Inválidos                | 64    | 4,93 / 100,00   | 0,42  |          |     |
| Total                   | Total                          | 1 299 | 100,00 / 100,00 |       | 9 / 9    |     |
| Eleitorado/Participação | Eleitorado/Participação        | 2 027 | 64,08 / 100,00  | 0,14  |          |     |

#### Guiães
| Partido                 | Partido                  | Votos | %               | +/-   | Mandatos | +/- |
| ----------------------- | ------------------------ | ----- | --------------- | ----- | -------- | --- |
|                         | Partido Socialista       | 233   | 62,47 / 100,00  | 11,23 | 5 / 7    | 1   |
|                         | Partido Social Democrata | 128   | 34,32 / 100,00  | 1,57  | 2 / 7    | 1   |
| Votos Inválidos         | Votos Inválidos          | 12    | 3,22 / 100,00   | 1,48  |          |     |
| Total                   | Total                    | 373   | 100,00 / 100,00 |       | 7 / 7    |     |
| Eleitorado/Participação | Eleitorado/Participação  | 673   | 55,42 / 100,00  | 0,15  |          |     |

#### Lordelo
| Partido                 | Partido                        | Votos | %               | +/-   | Mandatos | +/-     |
| ----------------------- | ------------------------------ | ----- | --------------- | ----- | -------- | ------- |
|                         | Amar Lordelo                   | 1 298 | 73,13 / 100,00  | Novo  | 8 / 9    | Novo    |
|                         | Partido Social Democrata       | 299   | 16,85 / 100,00  | 31,81 | 1 / 9    | 4       |
|                         | Coligação Democrática Unitária | 59    | 3,32 / 100,00   | 1,00  | 0 / 9    | Estável |
|                         | CDS – Partido Popular          | 35    | 1,97 / 100,00   | 3,21  | 0 / 9    | Estável |
| Votos Inválidos         | Votos Inválidos                | 84    | 4,73 / 100,00   | 0,03  |          |         |
| Total                   | Total                          | 1 775 | 100,00 / 100,00 |       | 9 / 9    |         |
| Eleitorado/Participação | Eleitorado/Participação        | 2 667 | 66,55 / 100,00  | 2,09  |          |         |

#### Mateus
| Partido                 | Partido                        | Votos | %               | +/-   | Mandatos | +/-     |
| ----------------------- | ------------------------------ | ----- | --------------- | ----- | -------- | ------- |
|                         | Partido Socialista             | 1 243 | 65,35 / 100,00  | 12,34 | 7 / 9    | 1       |
|                         | Partido Social Democrata       | 427   | 22,45 / 100,00  | 8,86  | 2 / 9    | 1       |
|                         | CDS – Partido Popular          | 88    | 4,63 / 100,00   | 0,48  | 0 / 9    | Estável |
|                         | Coligação Democrática Unitária | 72    | 3,79 / 100,00   | 0,89  | 0 / 9    | Estável |
| Votos Inválidos         | Votos Inválidos                | 72    | 3,79 / 100,00   | 2,11  |          |         |
| Total                   | Total                          | 1 902 | 100,00 / 100,00 |       | 9 / 9    |         |
| Eleitorado/Participação | Eleitorado/Participação        | 2 930 | 64,91 / 100,00  | 1,79  |          |         |

#### Mondrões
| Partido                 | Partido                  | Votos | %               | +/-   | Mandatos | +/- |
| ----------------------- | ------------------------ | ----- | --------------- | ----- | -------- | --- |
|                         | Partido Socialista       | 377   | 56,44 / 100,00  | 10,40 | 5 / 9    | 1   |
|                         | Partido Social Democrata | 270   | 40,42 / 100,00  | 9,21  | 4 / 9    | 1   |
| Votos Inválidos         | Votos Inválidos          | 21    | 3,15 / 100,00   | 1,18  |          |     |
| Total                   | Total                    | 668   | 100,00 / 100,00 |       | 9 / 9    |     |
| Eleitorado/Participação | Eleitorado/Participação  | 1 006 | 66,40 / 100,00  | 3,88  |          |     |

#### Mouçós e Lamares
| Partido                 | Partido                        | Votos | %               | +/-   | Mandatos | +/-     |
| ----------------------- | ------------------------------ | ----- | --------------- | ----- | -------- | ------- |
|                         | Partido Socialista             | 992   | 46,08 / 100,00  | 12,63 | 5 / 9    | 2       |
|                         | Partido Social Democrata       | 923   | 42,87 / 100,00  | 10,65 | 4 / 9    | 2       |
|                         | CDS – Partido Popular          | 116   | 5,39 / 100,00   | 0,08  | 0 / 9    | Estável |
|                         | Coligação Democrática Unitária | 46    | 2,14 / 100,00   | 1,14  | 0 / 9    | Estável |
| Votos Inválidos         | Votos Inválidos                | 76    | 3,53 / 100,00   | 0,91  |          |         |
| Total                   | Total                          | 2 153 | 100,00 / 100,00 |       | 9 / 9    |         |
| Eleitorado/Participação | Eleitorado/Participação        | 3 565 | 60,39 / 100,00  | 2,88  |          |         |

#### Nogueira e Ermida
| Partido                 | Partido                  | Votos | %               | +/-  | Mandatos | +/-     |
| ----------------------- | ------------------------ | ----- | --------------- | ---- | -------- | ------- |
|                         | Partido Social Democrata | 315   | 44,06 / 100,00  | 7,26 | 4 / 9    | 1       |
|                         | Partido Socialista       | 303   | 42,38 / 100,00  | 5,55 | 4 / 9    | Estável |
|                         | CDS – Partido Popular    | 73    | 10,21 / 100,00  | -    | 1 / 9    | -       |
| Votos Inválidos         | Votos Inválidos          | 24    | 3,36 / 100,00   | 2,61 |          |         |
| Total                   | Total                    | 715   | 100,00 / 100,00 |      | 9 / 9    |         |
| Eleitorado/Participação | Eleitorado/Participação  | 1 005 | 71,14 / 100,00  | 0,48 |          |         |

#### Parada de Cunhos
| Partido                 | Partido                        | Votos | %               | +/-  | Mandatos | +/-     |
| ----------------------- | ------------------------------ | ----- | --------------- | ---- | -------- | ------- |
|                         | Partido Social Democrata       | 503   | 45,56 / 100,00  | 7,02 | 5 / 9    | Estável |
|                         | Partido Socialista             | 466   | 42,21 / 100,00  | 2,95 | 4 / 9    | Estável |
|                         | CDS – Partido Popular          | 80    | 7,25 / 100,00   | 5,19 | 0 / 9    | Estável |
|                         | Coligação Democrática Unitária | 17    | 1,54 / 100,00   | 0,09 | 0 / 9    | Estável |
| Votos Inválidos         | Votos Inválidos                | 38    | 3,44 / 100,00   | 1,03 |          |         |
| Total                   | Total                          | 1 104 | 100,00 / 100,00 |      | 9 / 9    |         |
| Eleitorado/Participação | Eleitorado/Participação        | 1 687 | 65,44 / 100,00  | 1,77 |          |         |

#### Pena, Quintã e Vila Cova
| Partido                 | Partido                        | Votos | %               | +/-  | Mandatos | +/-     |
| ----------------------- | ------------------------------ | ----- | --------------- | ---- | -------- | ------- |
|                         | Partido Social Democrata       | 376   | 61,54 / 100,00  | 9,26 | 5 / 7    | Estável |
|                         | Partido Socialista             | 206   | 33,72 / 100,00  | 9,44 | 2 / 7    | 2       |
|                         | Coligação Democrática Unitária | 10    | 1,64 / 100,00   | -    | 0 / 7    | -       |
| Votos Inválidos         | Votos Inválidos                | 19    | 3,11 / 100,00   | 1,45 |          |         |
| Total                   | Total                          | 611   | 100,00 / 100,00 |      | 7 / 7    | 2       |
| Eleitorado/Participação | Eleitorado/Participação        | 1 015 | 60,20 / 100,00  | 3,77 |          |         |

#### São Tomé do Castelo e Justes
| Partido                 | Partido                  | Votos | %               | +/-   | Mandatos | +/-  |
| ----------------------- | ------------------------ | ----- | --------------- | ----- | -------- | ---- |
|                         | Sentir São Tomé e Justes | 523   | 62,19 / 100,00  | Novo  | 6 / 9    | Novo |
|                         | Partido Social Democrata | 273   | 32,46 / 100,00  | 24,94 | 3 / 9    | 3    |
| Votos Inválidos         | Votos Inválidos          | 45    | 5,35 / 100,00   | 1,20  |          |      |
| Total                   | Total                    | 841   | 100,00 / 100,00 |       | 9 / 9    |      |
| Eleitorado/Participação | Eleitorado/Participação  | 1 521 | 55,29 / 100,00  | 0,53  |          |      |

#### Torgueda
| Partido                 | Partido                  | Votos | %               | +/-  | Mandatos | +/- |
| ----------------------- | ------------------------ | ----- | --------------- | ---- | -------- | --- |
|                         | Partido Socialista       | 530   | 50,62 / 100,00  | 6,64 | 5 / 9    | 1   |
|                         | Partido Social Democrata | 480   | 45,85 / 100,00  | 5,10 | 4 / 9    | 1   |
| Votos Inválidos         | Votos Inválidos          | 37    | 3,53 / 100,00   | 1,55 |          |     |
| Total                   | Total                    | 1 047 | 100,00 / 100,00 |      | 9 / 9    |     |
| Eleitorado/Participação | Eleitorado/Participação  | 1 659 | 63,11 / 100,00  | 4,54 |          |     |

#### Vila Marim
| Partido                 | Partido                  | Votos | %               | +/-   | Mandatos | +/- |
| ----------------------- | ------------------------ | ----- | --------------- | ----- | -------- | --- |
|                         | Partido Socialista       | 857   | 70,48 / 100,00  | 21,84 | 7 / 9    | 2   |
|                         | Partido Social Democrata | 316   | 25,99 / 100,00  | 17,37 | 2 / 9    | 2   |
| Votos Inválidos         | Votos Inválidos          | 43    | 3,54 / 100,00   | 1,08  |          |     |
| Total                   | Total                    | 1 216 | 100,00 / 100,00 |       | 9 / 9    |     |
| Eleitorado/Participação | Eleitorado/Participação  | 1 830 | 66,45 / 100,00  | 0,88  |          |     |

#### Vila Real
| Partido                 | Partido                        | Votos  | %               | +/-  | Mandatos | +/-     |
| ----------------------- | ------------------------------ | ------ | --------------- | ---- | -------- | ------- |
|                         | Partido Socialista             | 5 479  | 56,88 / 100,00  | 9,52 | 9 / 13   | 2       |
|                         | Partido Social Democrata       | 2 706  | 28,09 / 100,00  | 2,66 | 4 / 13   | 1       |
|                         | CDS – Partido Popular          | 423    | 4,39 / 100,00   | 2,33 | 0 / 13   | 1       |
|                         | Bloco de Esquerda              | 368    | 3,82 / 100,00   | 1,23 | 0 / 13   | Estável |
|                         | Coligação Democrática Unitária | 256    | 2,66 / 100,00   | 1,05 | 0 / 13   | Estável |
| Votos Inválidos         | Votos Inválidos                | 401    | 4,16 / 100,00   | 2,25 |          |         |
| Total                   | Total                          | 9 633  | 100,00 / 100,00 |      | 13 / 13  |         |
| Eleitorado/Participação | Eleitorado/Participação        | 15 747 | 61,17 / 100,00  | 1,83 |          |         |

| Freguesia                      | 2013-2017 | 2013-2017                | 2013-2017      | 2017-2021 | 2017-2021                | 2017-2021      |
| ------------------------------ | --------- | ------------------------ | -------------- | --------- | ------------------------ | -------------- |
| Abaças                         |           | Partido Social Democrata | 52,21 / 100,00 |           | Partido Socialista       | 57,61 / 100,00 |
| Adoufe e Vilarinho de Samardã  |           | Partido Socialista       | 47,47 / 100,00 |           | Partido Socialista       | 54,39 / 100,00 |
| Andrães                        |           | Partido Social Democrata | 52,27 / 100,00 |           | Partido Socialista       | 51,18 / 100,00 |
| Arroios                        |           | Partido Social Democrata | 49,22 / 100,00 |           | Grupo de Cidadãos        | 48,09 / 100,00 |
| Borbela e Lamas de Olo         |           | Partido Socialista       | 45,86 / 100,00 |           | Partido Socialista       | 63,09 / 100,00 |
| Campeã                         |           | Partido Social Democrata | 51,95 / 100,00 |           | Partido Socialista       | 56,95 / 100,00 |
| Constantim e Vale de Nogueiras |           | Partido Social Democrata | 58,39 / 100,00 |           | Partido Socialista       | 48,35 / 100,00 |
| Folhadela                      |           | Partido Socialista       | 43,60 / 100,00 |           | Partido Socialista       | 63,36 / 100,00 |
| Guiães                         |           | Partido Socialista       | 51,24 / 100,00 |           | Partido Socialista       | 62,47 / 100,00 |
| Lordelo                        |           | Partido Social Democrata | 48,66 / 100,00 |           | Grupo de Cidadãos        | 73,13 / 100,00 |
| Mateus                         |           | Partido Socialista       | 53,01 / 100,00 |           | Partido Socialista       | 65,35 / 100,00 |
| Mondrões                       |           | Partido Social Democrata | 49,63 / 100,00 |           | Partido Socialista       | 56,44 / 100,00 |
| Mouçós e Lamares               |           | Partido Social Democrata | 53,52 / 100,00 |           | Partido Socialista       | 46,08 / 100,00 |
| Nogueira e Ermida              |           | Partido Social Democrata | 51,32 / 100,00 |           | Partido Social Democrata | 44,06 / 100,00 |
| Parada de Cunhos               |           | Partido Social Democrata | 52,58 / 100,00 |           | Partido Social Democrata | 45,56 / 100,00 |
| Pena, Quintã e Vila Cova       |           | Partido Social Democrata | 52,28 / 100,00 |           | Partido Social Democrata | 61,54 / 100,00 |
| São Tomé do Castelo e Justes   |           | Partido Social Democrata | 57,40 / 100,00 |           | Grupo de Cidadãos        | 62,19 / 100,00 |
| Torgueda                       |           | Partido Social Democrata | 50,95 / 100,00 |           | Partido Socialista       | 50,62 / 100,00 |
| Vila Marim                     |           | Partido Socialista       | 48,64 / 100,00 |           | Partido Socialista       | 70,48 / 100,00 |
| Vila Real                      |           | Partido Socialista       | 47,36 / 100,00 |           | Partido Socialista       | 56,88 / 100,00 |